# Rhodotorula acheniorum
Rhodotorula acheniorum är en svampart som först beskrevs av Buhagiar & J.A. Barnett, och fick sitt nu gällande namn av Rodr. Mir. 1977. Rhodotorula acheniorum ingår i släktet Rhodotorula, ordningen Sporidiobolales, klassen Microbotryomycetes, divisionen basidiesvampar och riket svampar.   Inga underarter finns listade i Catalogue of Life.